# Greenland Table Tennis Federation
Die Greenland Table Tennis Federation (kurz GTTF) ist der grönländische Tischtennisverband.

## Geschichte
Der Verband wurde 1984 gegründet. Er ist Mitglied in Grønlands Idrætsforbund sowie international in der European Table Tennis Union und seit 1995 der International Table Tennis Federation. Der Verband hält regelmäßig grönländische Tischtennismeisterschaften für Kinder, Junioren, Erwachsene und Senioren ab. Die grönländische Tischtennisnationalmannschaft tritt bei den Arctic Winter Games und den Island Games an.